# Sibirien
Als Sibirien (russisch Сиби́рь/Sibir) bezeichnet man im weitesten Sinne den ganzen nordasiatischen Teil Russlands. Es wird im Westen begrenzt vom Ural, im Norden vom Arktischen Ozean, im Osten vom Pazifik und im Süden von der Volksrepublik China, der Mongolei und Kasachstan. Sibirien umfasst rund drei Viertel des russischen Staatsgebiets und ist etwa 13,1 Millionen Quadratkilometer groß; somit ist es um rund 3,5 Mio. km² größer als die Volksrepublik China (ca. 9,6 Mio. km²), der größte unabhängige Staat Asiens.
Im engeren Sinn versteht man unter Sibirien fünf der acht russischen Großlandschaften: das große Westsibirische Tiefland, das Nordsibirische Tiefland, die Mitteljakutische Niederung, das Mittelsibirische Bergland und die Südsibirischen Gebirge.
Ostsibirien (zwei weitere Großlandschaften östlich der Lena) und die südöstlichsten Gebiete Russlands zwischen Amur und Pazifikküste werden hingegen auch als Russisch Fernost (Föderationskreis Ferner Osten) bezeichnet.

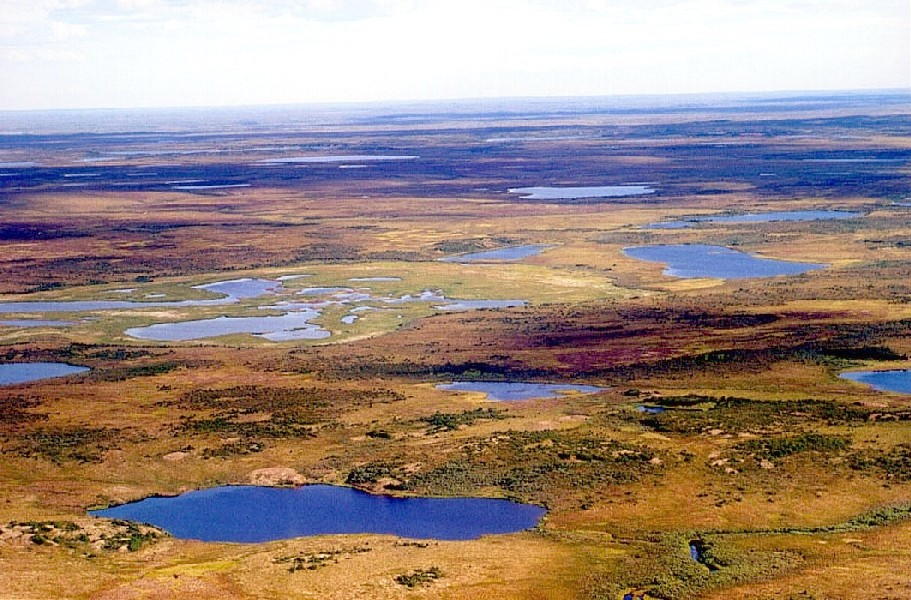
Tundra im Gebiet der Nenzen

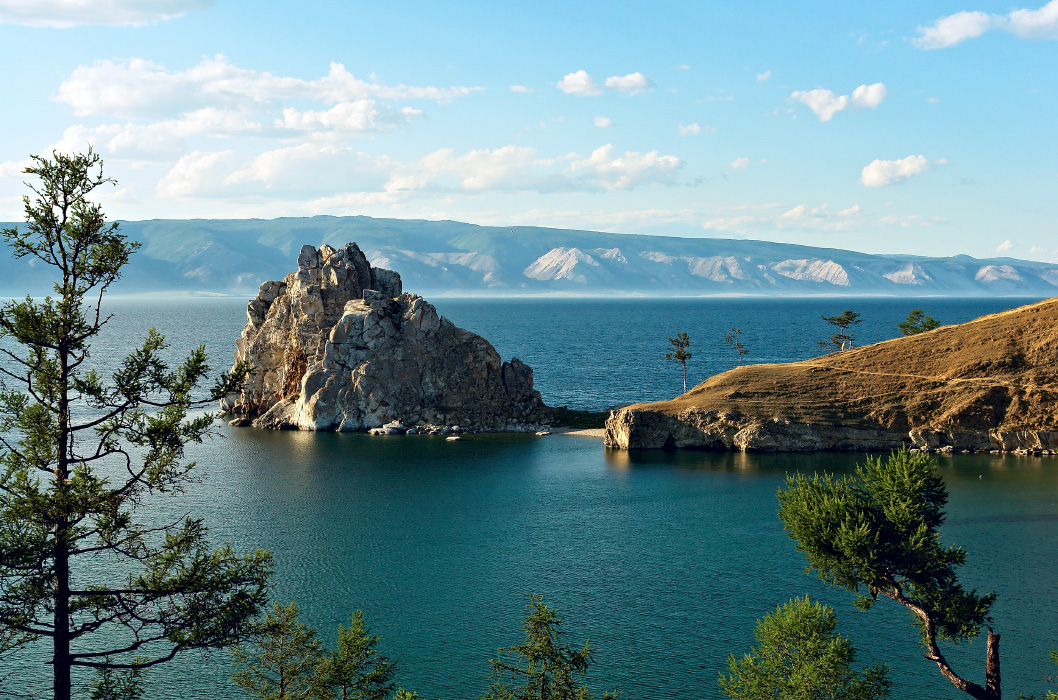
Bucht des Baikalsees

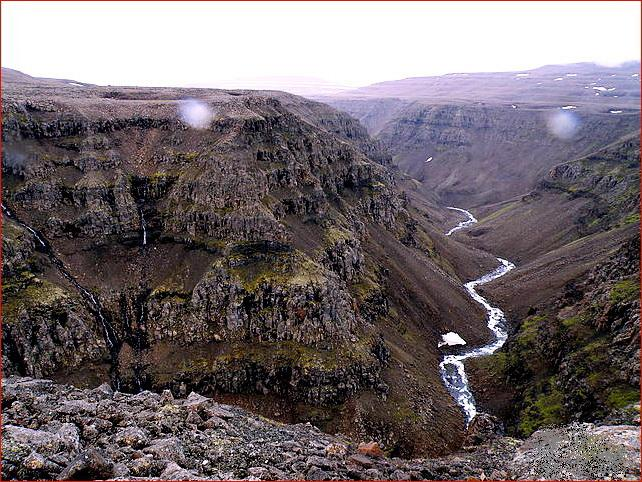
Schlucht im Putorana-Gebirge

## Geografischer Überblick

### Großlandschaften

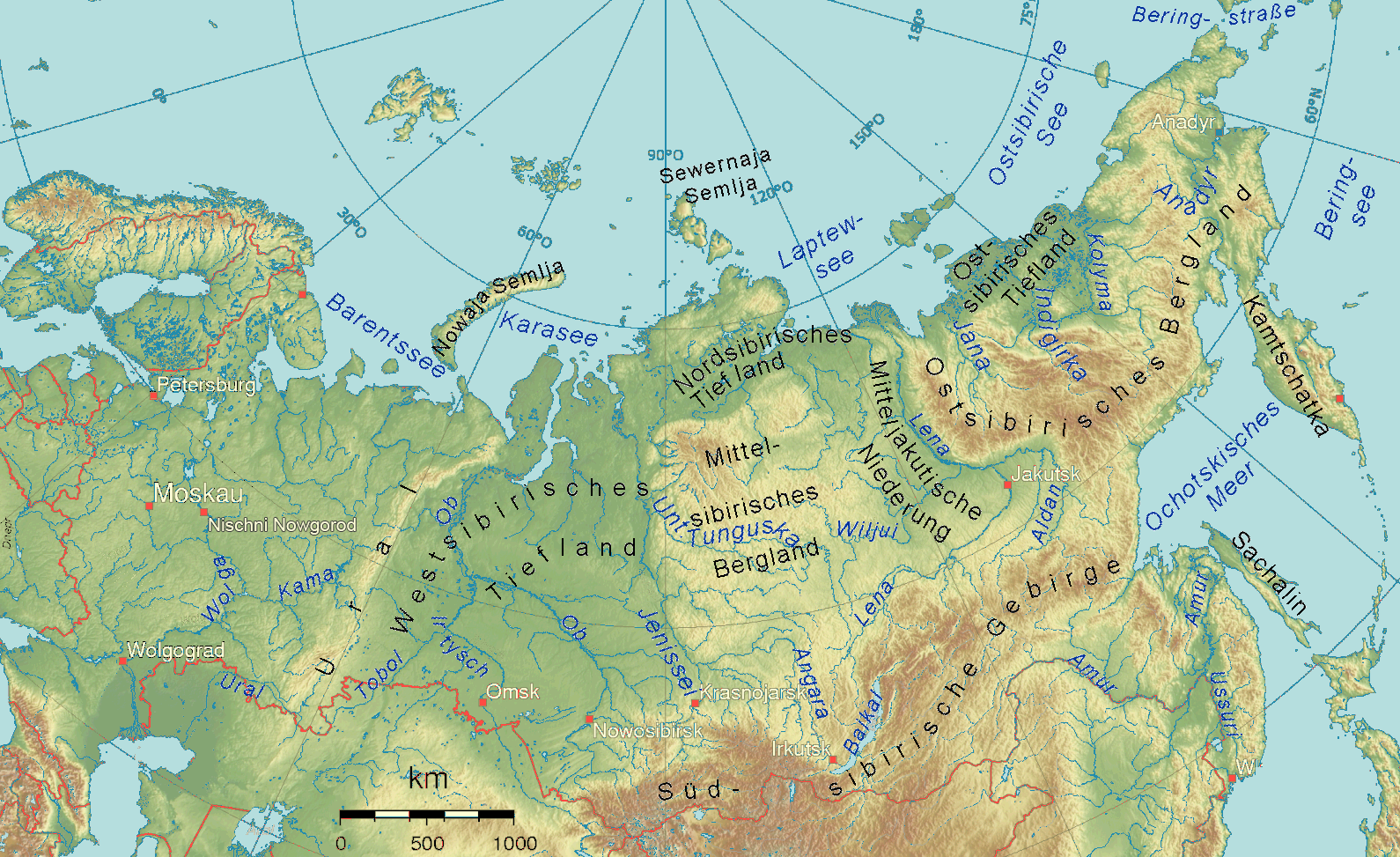
Großlandschaften und wichtigste Flüsse Sibiriens

Im allgemeinen Sprachgebrauch ist Sibirien der zu Russland gehörende Norden Asiens vom Uralgebirge bis zur Küste des Pazifischen Ozeans. Es erstreckt sich in west-östlicher Richtung zirka 7000 Kilometer weit vom Ural bis zu den Gebirgen der pazifischen Wasserscheide. Von Norden nach Süden umspannt es etwa 3500 Kilometer vom Arktischen Ozean (Nordpolarmeer) bis zum Kasachischen Hügelland und der Grenze zur Mongolei und zur Volksrepublik China.
Sibirien lässt sich grob in sieben Großlandschaften einteilen:

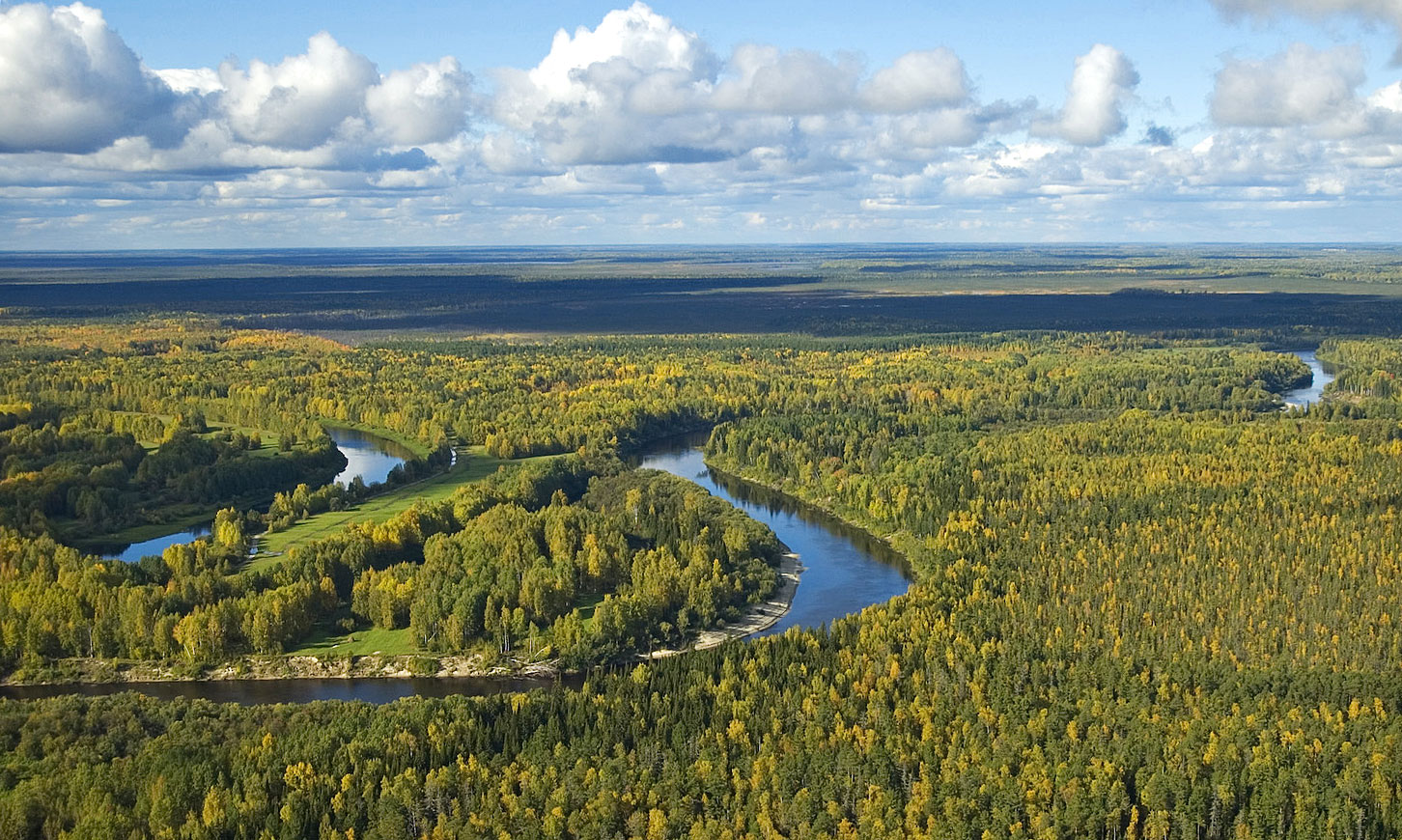
Westsibirisches Tiefland

1. Westsibirisches Tiefland, zwischen Uralgebirge und dem Fluss Jenissei.
2. Nordsibirisches Tiefland, in der Nähe des Nordpolarmeeres von der Mündung des Jenissei bis zur Mündung der Lena.
3. Mittelsibirisches Bergland, abgesehen vom Putoranagebirge unter 1000 Meter hoch, südlich an das Nordsibirische Tiefland anschließend, zwischen Jenissei im Westen und Lena im Osten.
4. Mitteljakutische Niederung (mit der Lena), zwischen Mittelsibirischem Bergland im Westen, Südsibirischen Gebirgen im Süden und Ostsibirischem Bergland im Osten.
5. Südsibirische Gebirge, Gruppe von Hochgebirgen südlich von Mittelsibirischem Bergland und Mitteljakutischer Niederung, zwischen Dsungarischer Pforte im Westen und Ochotskischem Meer im Osten, südlich an die Mongolei grenzend und durch das Tal des Amur von der chinesischen Mandschurei getrennt und durchschnitten. Höhen von bis zu 4506 m (Belucha im Altai) bis zu etwas über 2000 m nahe der Pazifikküste.
6. Ostsibirisches Bergland, mit mehreren über 2000 m hohen Gebirgszügen, ohne trennenden Einschnitt an die Südsibirischen Gebirge anschließend, östlich von Mitteljakutischer Niederung und Lena, nördlich des Ochotskischen Meeres und westlich des Beringmeers gelegen. Als Ausläufer dieses Berglandes erstreckt sich die etwa 1200 km lange Halbinsel Kamtschatka südwärts in den Pazifik und trennt das Ochotskische Meer im Westen vom Beringmeer im Osten.
7. Ostsibirisches Tiefland (mit Jana-Indigirka-Tiefland und Kolyma-Tiefland), im Westen, Süden und Osten vom Ostsibirischen Bergland umschlossen.

### Verwaltungsgliederung

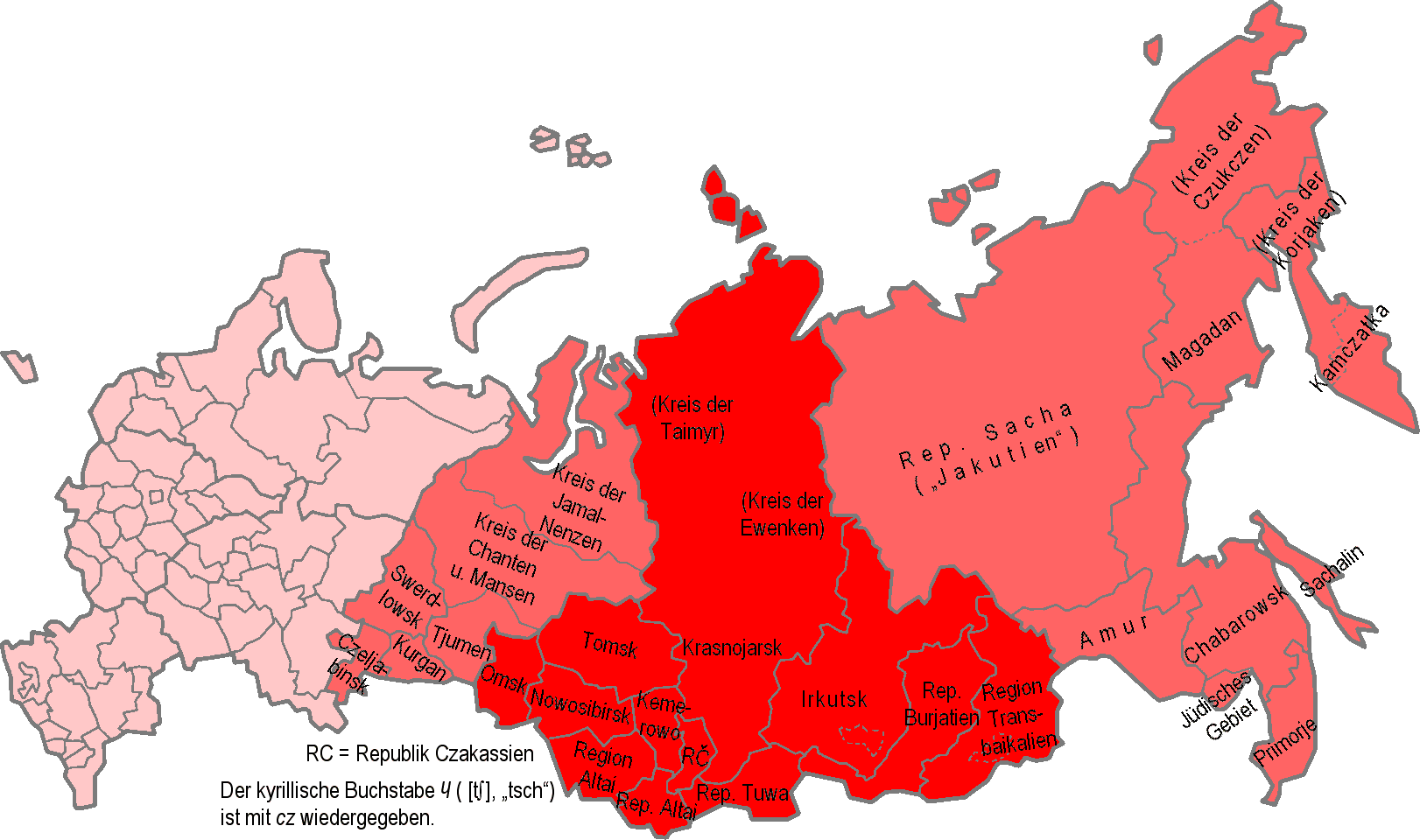
Sibirien als Föderationskreis (rot) und nach westlichem Verständnis (dunkelrosa)

Ursprünglich bezog sich die Landesbezeichnung Sibirien auf das Khanat Sibir im heutigen Westsibirien, eine Abspaltung des Khanats der Goldenen Horde.
Im heutigen russischen Verwaltungssystem bildet Westsibirien zusammen mit dem Uralgebiet den russischen Föderationskreis Ural. Daran schließt sich östlich der Föderationskreis Sibirien an, der den größten Teil des mittelsibirischen Berglandes und der Südsibirischen Gebirge umfasst. Daran östlich grenzt der Föderationskreis Ferner Osten.
Dieser russische Ferne Osten (Да́льний Восто́к/Dalni Wostok) reicht von Jakutien bis zur Pazifikküste und ist mit etwa 6,18 Mio. km² Fläche größer als der Föderationskreis Sibirien. Er wird zwar außerhalb Russlands zumeist als Teil dieser Landschaft subsumiert, gilt jedoch in Russland selbst als eigene Region. So verstehen Einwohner Kamtschatkas oder Sachalins unter „Sibirien“ eine Region, die sich mehrere tausend Kilometer westlich ihrer Heimat befindet. Für Russen beginnt Sibirien „hinter dem Ural“ – in Höhe von Tjumen – und endet „kurz hinter dem Baikal“ – also etwa 100 Kilometer östlich des Baikalsees, bei Ulan-Ude.

### Flüsse und Seen
Der Baikalsee befindet sich in den Südsibirischen Gebirgen, ist mit 1642 m Tiefe der tiefste See und mit einem Volumen von 23.615 km³ der wasserreichste Süßwassersee der Welt. Er enthält ungefähr ein Fünftel des weltweit vorhandenen flüssigen Süßwassers.

#### Flüsse, die in das Polarmeer münden

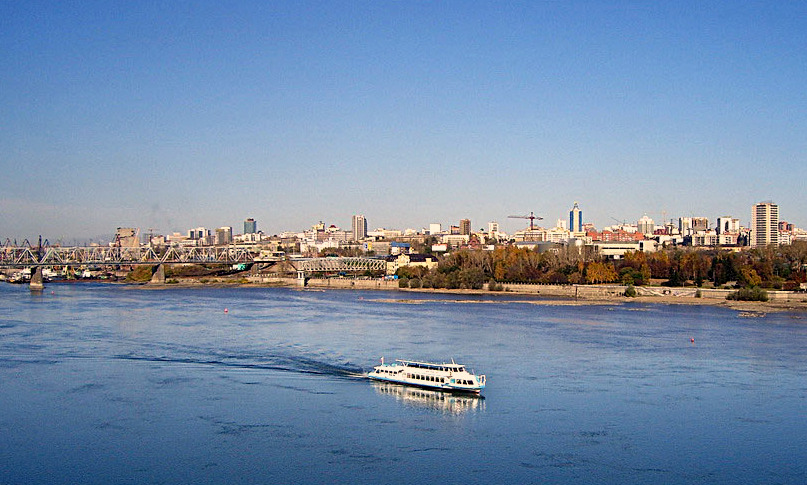
Ob in Nowosibirsk

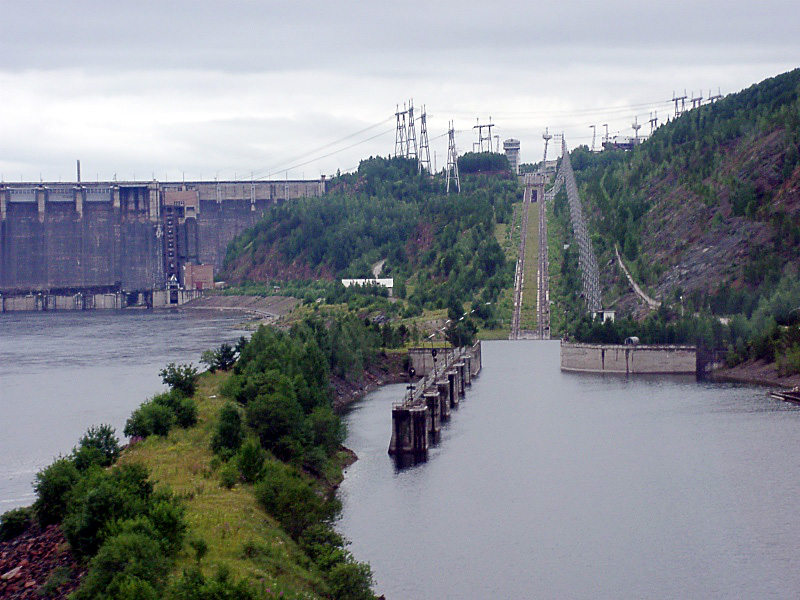
Schiffshebewerk am Jenissei bei Krasnojarsk

- Der 3650 km lange Ob hat einen Abfluss von durchschnittlich ca. 13.000 m³/s (1995) und entwässert 2,43 Mio. km² Westsibiriens und Kasachstans in den Arktischen Ozean. Er entspringt als Katun im Altaigebirge. Er hat ein 1000 km langes und bis zu 60 km breites Ästuar, den Obbusen. Seine wichtigsten Nebenflüsse sind von Süden nach Norden:
  - Der Tschulym, 1799 km langer rechter Nebenfluss, kommt mit seinem rechten Quellfluss Weißer Ijus auf 2023 km. Beide entspringen im Sajangebirge.
  - Der Irtysch, 4248 km langer linker Nebenfluss, entspringt auf der Südseite des Mongolischen Altai in der Dsungarei, erreicht durch die Dsungarische Pforte Kasachstan und erst 1500 km weiter Sibirien.
    - Der 2450 km lange Ischim, linker Nebenfluss des Irtysch, kommt aus der kasachischen Steppe und erreicht erst im Unterlauf Sibirien.
    - Der weitere linke Nebenfluss Tobol, 1591 km lang, entspringt im südöstlichen Vorland des Uralgebirges in Kasachstan. Mehr als die Hälfte seines Flusslaufs liegt auf russischem Gebiet.

- Der 4092 km lange Jenissei hat einen Abfluss von durchschnittlich ca. 20.000 m³/s (1995) und entwässert 2,44 Mio. km² Sibiriens und der Mongolei. Sein Ästuar ist etwa 500 km lang. Seine wichtigsten Nebenflüsse münden von rechts. Liste in absteigender Reihenfolge der Mündungen:
  - Die Angara ist der einzige Abfluss des Baikalsees. Sie verlässt den See unweit von dessen Südende und fließt in nordwestlicher Richtung durch den Irkutsker Stausee, an dessen Staudamm sich Irkutsk befindet. Etwas weiter nördlich dieser Stadt, in welcher der von Südwesten kommende Irkut einmündet, passiert sie Angarsk. Einige Kilometer unterhalb der Stadt durchfließt die Angara den großen Bratsker Stausee, wobei sie in den äußersten Süden des Mittelsibirischen Berglands einfließt. Im See fließt ihr die von Südwesten kommende Oka zu, etwa dort, wo sie die Stadt Bratsk erreicht. Zwischen Irkutsk und Bratsk ist die Angara schiffbar.
    - Die Selenga ist ein Zufluss des Baikalsees und damit ein solcher der Angara. Die oberen zwei Drittel ihres Laufs gehören zur Mongolei.

  - Die Steinige Tunguska ist 1865 km lang.
  - Die 2989 km lange Untere Tunguska entspringt 100 km südöstlich der Steinigen Tunguska und ist im Oberlauf nur durch einen Bergrücken vom Tal der Lena getrennt. In den Jenissei mündet sie 600 km flussabwärts der Steinigen Tunguska.

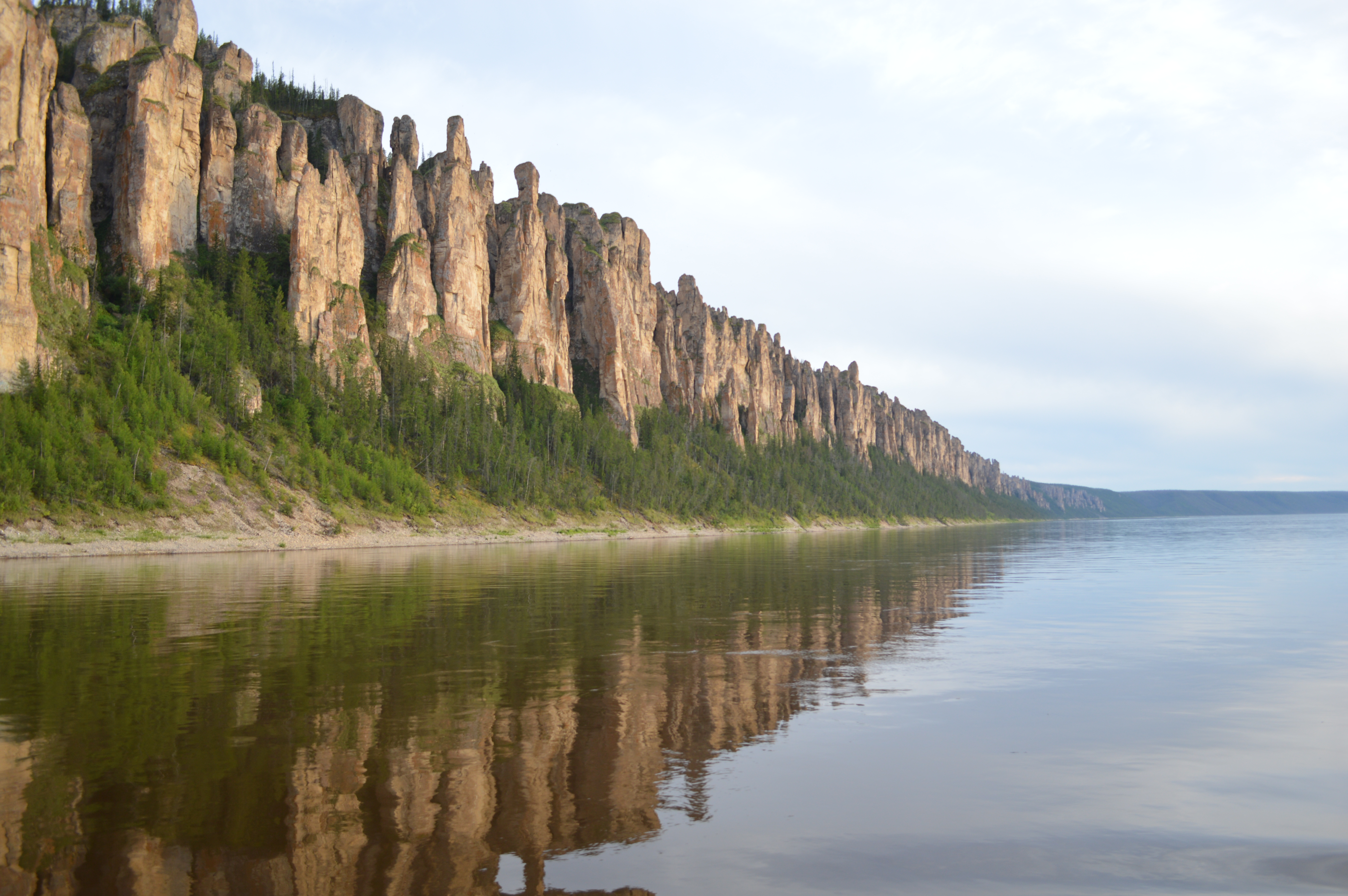
Die Lenafelsen südlich von Jakutsk

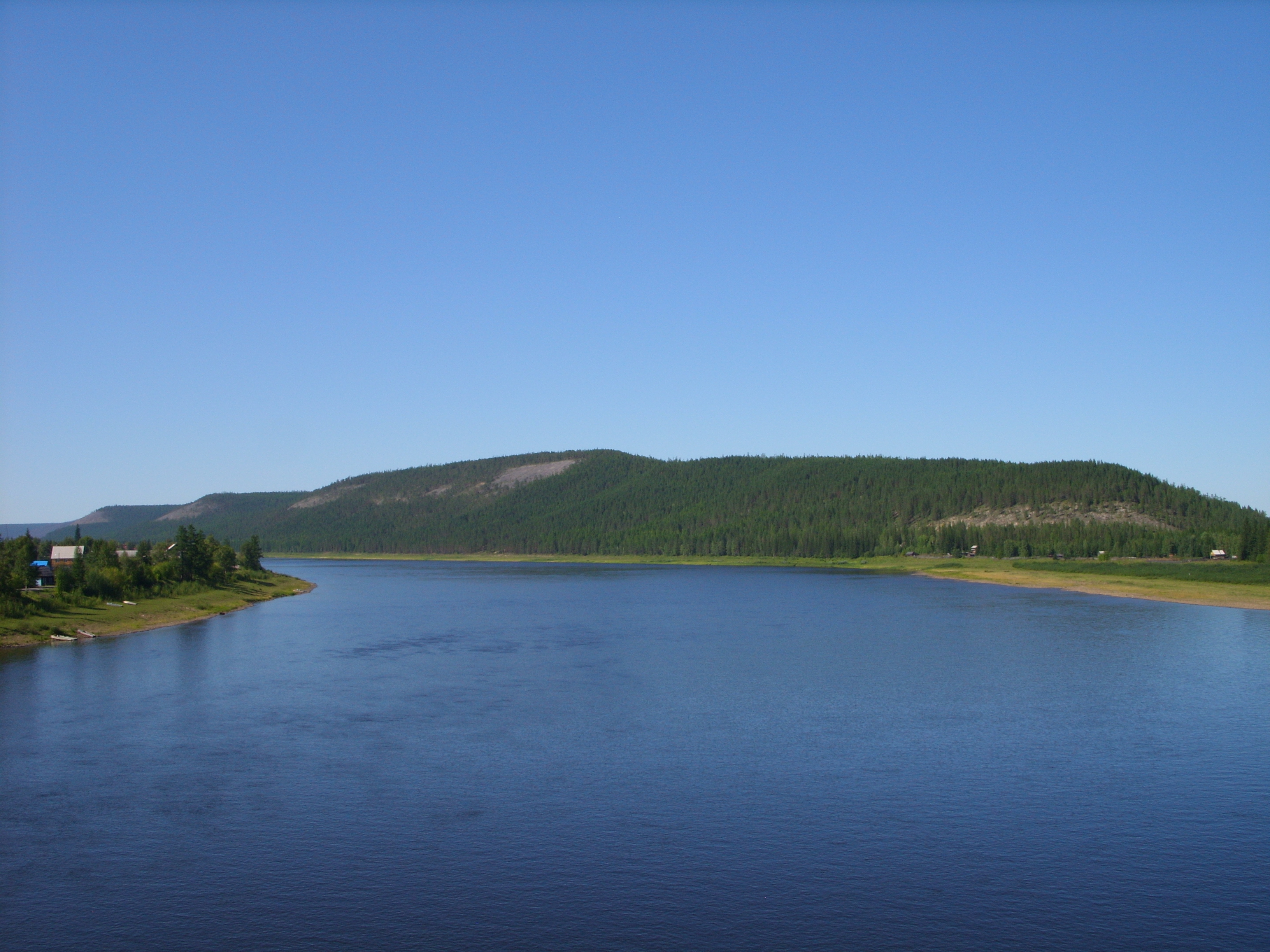
Aldan bei Tommot

- Der Olenjok ist ein 2292 km langer Strom in der Region Krasnojarsk und in Jakutien, der im Mittelsibirischen Bergland entspringt.
- Die 4400 km lange Lena entspringt nur etwa 5 km vom mittleren Westufer des Baikalsees entfernt im Bogen zwischen dem See und der Angara. Sie entwässert 2,46 Mio. km² und trägt durchschnittlich 16.400 m³/s (1994) in ihrem 200 km breiten Delta in den Arktischen Ozean ein, hier Laptewsee genannt. Ihre größten Nebenflüsse sind in absteigender Reihenfolge der Einmündungen:
  - Der stark gewundene Witim entspringt östlich des Baikalsees im Gebirge zwischen dem See und der Ingoda. Sie ist 1968 km lang.
  - Die 1436 km lange Oljokma entspringt zwischen Witim und Schilka und ist ebenfalls in ganzer Länge ein Gebirgsfluss.
  - Der 2273 km lange Aldan entspringt auf der Nordseite des Stanowoigebirges, beschreibt einen weiten Bogen um Jakutsk und erreicht die Lena in der Mitteljakutischen Niederung.
  - Der Wiljui kommt aus dem Mittelsibirischen Bergland und ist mit 2650 km Länge der einzige auch für sibirische Verhältnisse große linke Nebenfluss der Lena.
- Die 872 km lange Jana fließt östlich der Lena zwischen Werchojansker Gebirge und Tscherskigebirge. Sie entsteht aus der Vereinigung von Dulgalach und Sartang und ist mit jener zusammen 1492 km lang. Das Janagebiet mit der Stadt Werchojansk gilt (neben Oimjakon an der Indigirka) als Kältepol Russlands und kälteste bewohnte Gegend der Erde.
- Die nördlich des Ochotskischen Meeres entspringende Indigirka ist 1726 km, mit ihrem Quellfluss Chastach 1977 km lang. Über die Hälfte davon fließt sie durch das ostsibirische Hochgebirge, bevor sie das Tiefland erreicht und dann mit einem 100 km breiten Delta in die Ostsibirische See mündet.
- Die bekanntere Kolyma, 2129 km lang, entspringt im selben Gebirge und mündet 400 km östlich der Indigirka mit einem deltaartig zerteilten Ästuar. Sie entwässert 526.000 km² und ihr Abfluss betrug im Jahresmittel etwa 2728 m³/s.

#### Flüsse, die in den Pazifik münden

Amur in Chabarowsk

- Der Amur bildet seit 1858/1860 zusammen mit seinem Quellfluss Argun (1620 km) und seinem Nebenfluss Ussuri den größten Teil der (ostasiatischen[1]) Grenze zwischen Russland und China. Unterhalb der Ussurimündung fließt er nordwärts nur noch durch russisches Territorium. Der Amur ist namentlich 2824 km lang, mit seinem Quellfluss Schilka (555 km) und deren längerem Quellfluss Onon (1032 km) hydrologisch sogar 4411 km. Seine wichtigsten Nebenflüsse sind von Westen nach Osten:
  - Die 1208 oder 1242 km lange Seja kommt aus dem Stanowoigebirge im Norden.
  - Der 1927 km lange Songhua Jiang, russisch Sungari, befindet sich mit seinem Einzugsgebiet vollständig außerhalb Russlands und entwässert die Nordhälfte der Mandschurei und den äußersten Osten der Inneren Mongolei
  - Der 588 km lange Ussuri entspringt östlich von Wladiwostok im Süden des Sichote-Alin-Gebirges nur wenige Kilometer von der Küste entfernt und erreicht den Amur bei Chabarowsk.
- Die 1146 km lange Anadyr ist der östlichste Strom der Alten Welt und gleichzeitig einer der nördlichsten. Ihr Einzugsgebiet umfasst 191.000 km². Sie entspringt 50 km nördlich des Polarkreises und mündet nach bogigem Verlauf 400 km Luftlinie südöstlich ihrer Quelle mit einem Ästuar ins Beringmeer.

### Klima

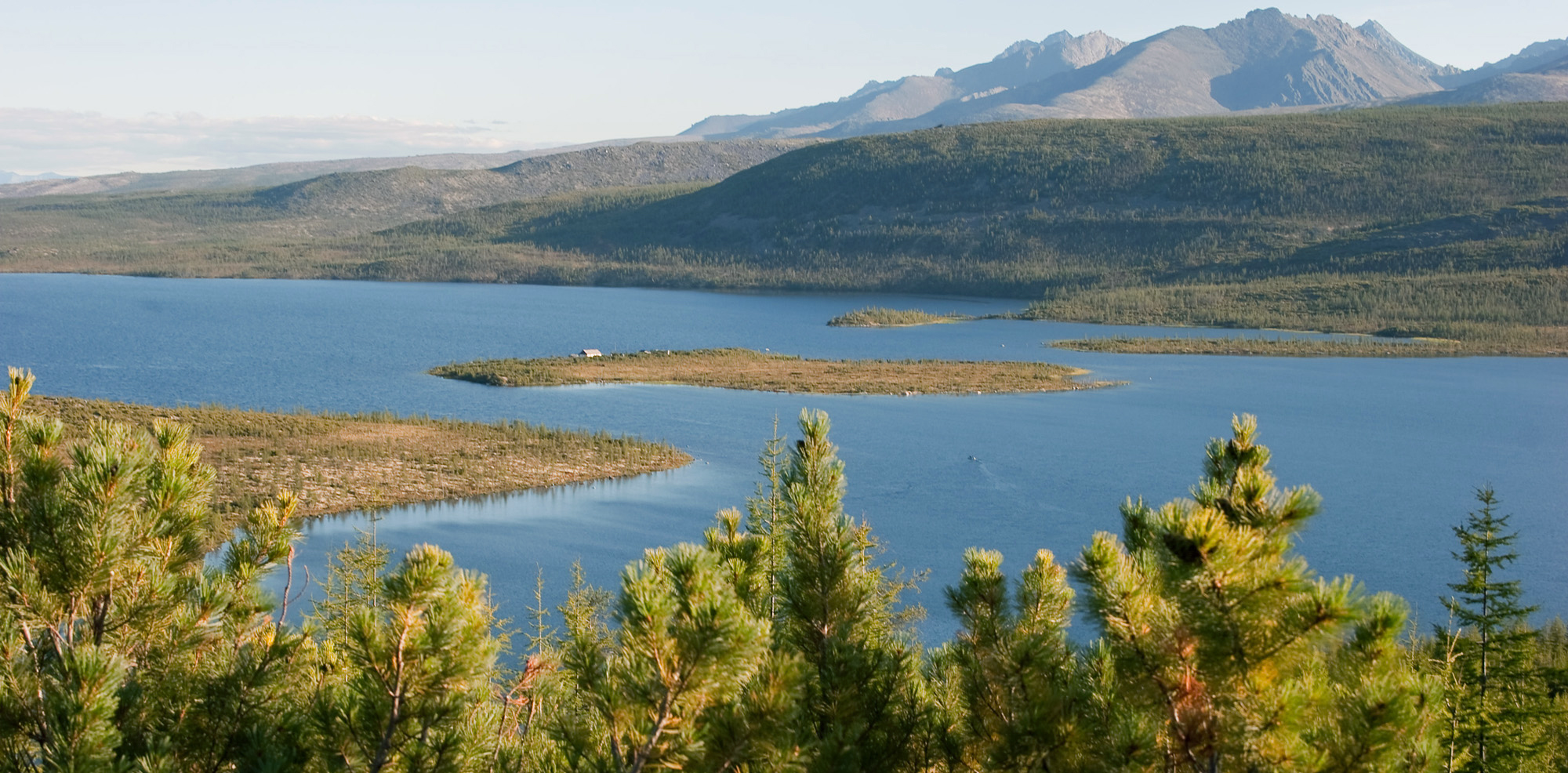
Waldtundra beim Jack London Lake Oblast Magadan

In den meisten Regionen Sibiriens herrscht ein ausgeprägtes Kontinentalklima: Verhältnismäßig heiße Sommer (bis +40 °C) werden von extrem kalten Wintern (bis −72 °C) abgelöst. Oft wird das Land bis zu neun Monate von einer Schneedecke bedeckt. Die Landschaft wird großteils von borealen Wäldern (Taiga) dominiert, in den arktischen Regionen herrscht baumlose Tundra vor. Dazwischen existiert mit den Waldtundra-Zonen eine Übergangsform. Im Süden geht die Taiga in Steppe über.
Weite Teile Sibiriens werden von Permafrostböden (dauerhaft gefrorener Boden) eingenommen, die in der warmen Jahreszeit nur oberflächlich antauen. Tau- und Regenwasser können dort nicht versickern. Die Staunässe führt im kurzen Sommer zu einem extremen Mückenreichtum. Dass der Boden unter Gebäuden und Verkehrswegen stärker taut als normal, erzeugt erhebliche Probleme bei deren Bau und Erhaltung (siehe auch Dieselölkatastrophe bei Norilsk). Das Dauerfrostgebiet umfasst außer der Tundra auch große Teile der Taiga und reicht östlich des Baikalsees bis an deren Südrand – und die Südgrenze des russischen Staatsgebietes. Etwa ein Drittel Sibiriens hat lückenlosen Dauerfrostboden, vor allem die Republik Sacha (Jakutien) und deren nordwestliche und nordöstliche Nachbargebiete. Etwa die Hälfte Sibiriens hat Permafrostböden neben völlig auftauenden Arealen. Nur der äußerste Südwesten und schmale Gebietsstreifen am mittleren Amur und an der Pazifikküste haben gar keinen Dauerfrostboden.

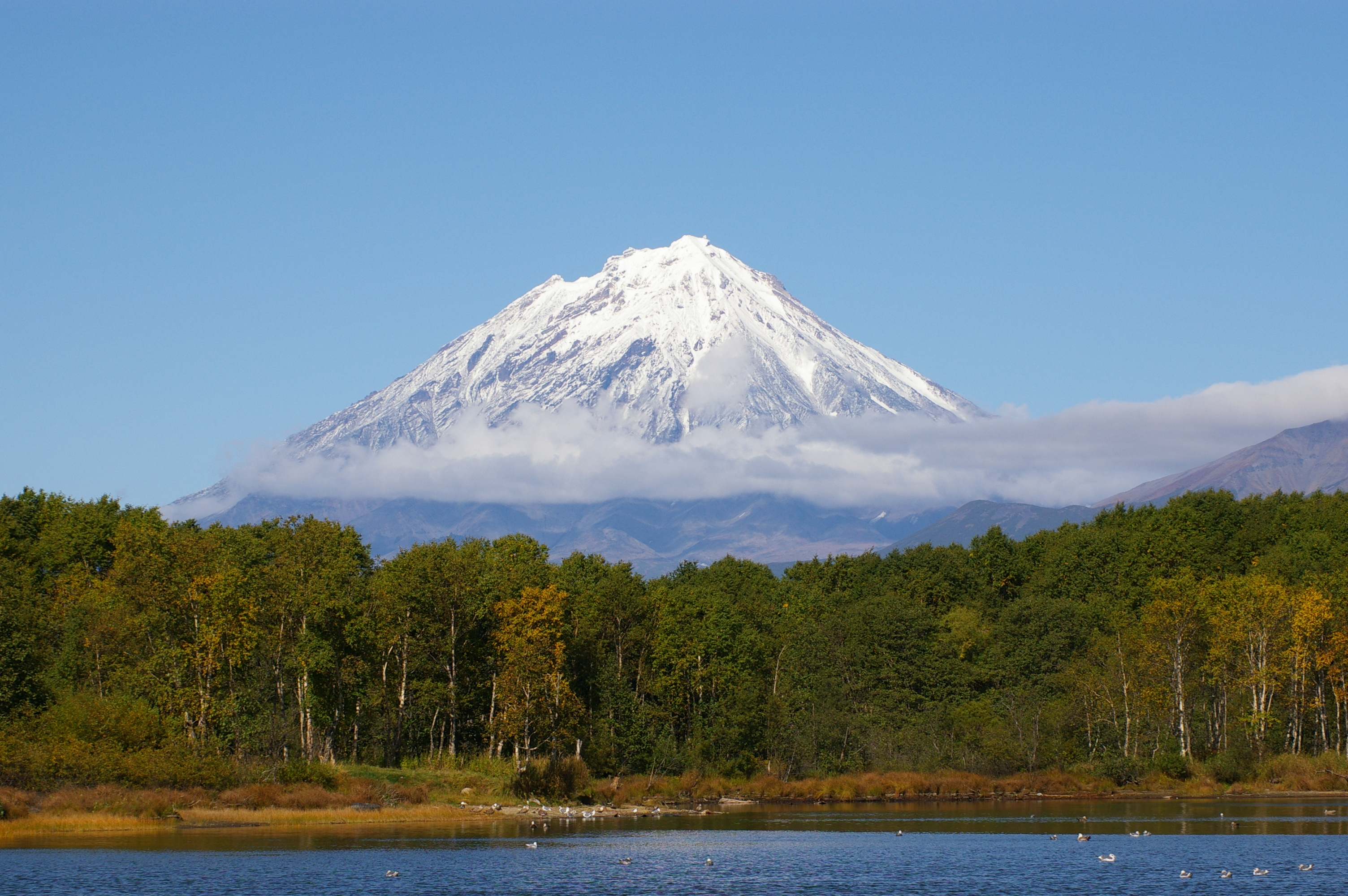
An der Küste Südost-Kamtschatkas wird die Birken-Waldtundra zum Birkenwald; mit Vulkan Korjakskaja Sopka

Der Kältepol der bewohnten Welt befindet sich im ostsibirischen Oimjakon (südlich von Werchojansk).
Der Klimawandel hat in Sibirien (und auch in der übrigen Arktis) spürbare Folgen. Er zeigt sich hier durch den Anstieg der Durchschnittstemperatur und durch die Häufung extremer Wetterphänomene. Im Juli 2019 gab es in der Region Irkutsk massive Überschwemmungen. Insbesondere die Republiken Jakutien und Burjatien sowie die Regionen Krasnojarsk und Irkutsk waren im Sommer 2019 von Waldbränden betroffen, bei denen bis Ende Juli des Jahres drei Millionen Hektar Wald (dies entspricht mehr als der Größe Brandenburgs) vernichtet wurden.
Im Sommer 2020 litt Sibirien unter einer noch nie dagewesenen Hitzewelle und großen Waldbränden. 2021 loderten ebenfalls große Waldbrände in Sibirien.

### Flora
Sibirien gliedert sich von Norden nach Süden in Tundra, Taiga, Waldsteppe und Steppe. Die Tundra ist meist flach. Dort wachsen vor allem kleine Sträucher, Gräser, Polster- und Moospflanzen und Flechten. Die Taiga ist weitgehend flach. Dort gibt es Nadelwälder, Sümpfe und Torfmoore. Im Westen dominieren Fichten und Kiefern, im Osten eher Lärchen. Die Waldsteppe ist eben bis flachwellig. Hier gibt es oft Erosionen und die Schneedecke ist sehr dünn. In der Steppe gibt es viele Gräser und Kräuter, in der Waldsteppe kommen vor allem Birken vor.

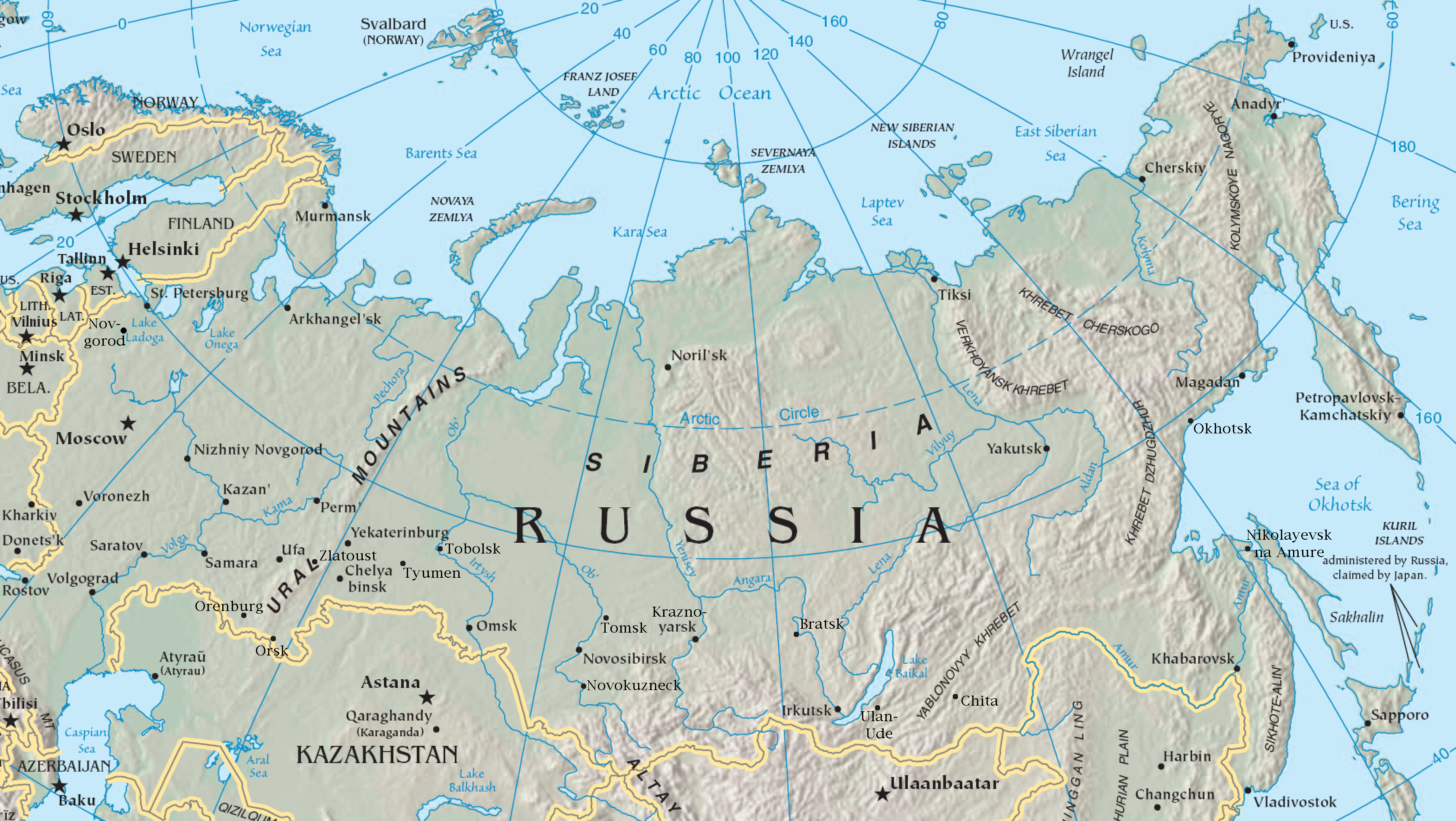
Topografische Übersicht Sibiriens, dazu der größte Teil des europäischen Russland

Aufgrund des Klimawandels sowie dem (damit verbundenen) Eindringen von Pflanzenschädlingen, aber auch durch die Nutzung durch den Menschen sind die Baumbestände einem Wandel unterworfen.

### Fauna
Zu den Säugetieren Sibiriens zählen in der nördlichen Tundra Rentiere, Eisbären, Walrosse, Robben, Lemminge und Polarfüchse.
In der Taiga trifft man auf Braunbären, Schwarzbären, Wölfe, Zobel, Eichhörnchen, Iltisse, Hermeline, Füchse, Otter, Luchse, Elche, Hasen, Wildschweine, Dachse, Vielfraße und viele Vogelarten.
Leoparden und Tiger sind vor allem entlang des Amur anzutreffen.

## Namensherkunft
Der Name Sibirien ist auf das turktatarische Wort su-beri („wässrige Wildnis“) zurückzuführen.

## Bevölkerung, Besiedlung

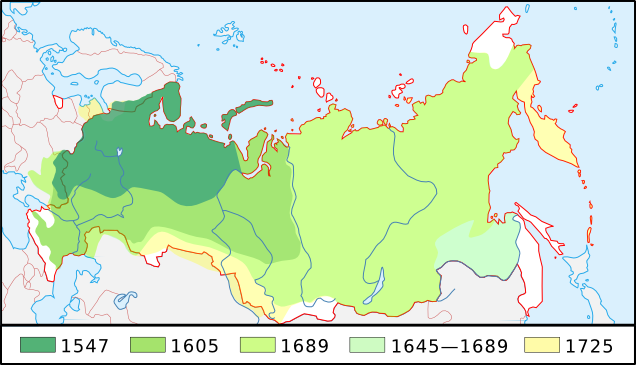
Die russische Durchdringung Sibiriens bis zum Tode Zar Peter des Großen 1725

Mit 38 Millionen Einwohnern ist Sibirien nur schwach besiedelt, die Bevölkerungsdichte liegt im Mittel bei nur 2,9 Menschen pro km². Die Bevölkerung konzentriert sich in einem relativ schmalen Streifen im Süden und Südwesten, wo die Transsibirische Eisenbahn wichtige Großstädte verbindet und Ackerbau möglich ist.
Nowosibirsk, Omsk, Krasnojarsk, Tjumen, Tomsk, Irkutsk, Chabarowsk, Tschita, Ulan-Ude und die fernöstliche Pazifik-Metropole Wladiwostok gehören zu den größten Städten in diesem Streifen. Wichtige Industriezentren, in denen weitere Großstädte liegen, sind der Autonome Kreis der Chanten und Mansen und der Autonome Kreis der Jamal-Nenzen, die den Schwerpunkt der Öl- und Gasindustrie darstellen, sowie das südsibirische Kusnezker Kohlebecken (Kusbass) mit den Industriestädten Nowokusnezk und Kemerowo.

### Kolonisierung

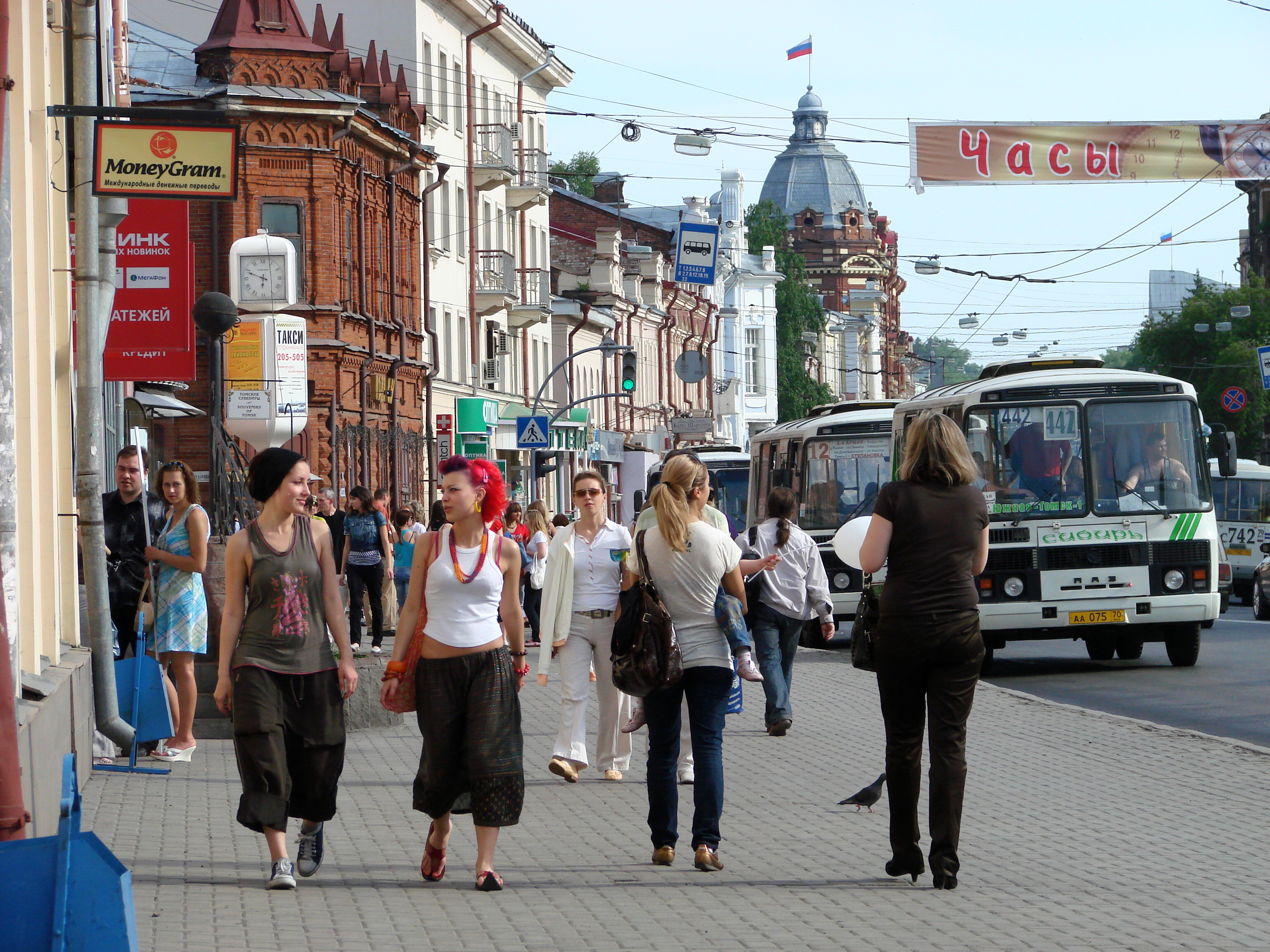
Tomsk ist eine Großstadt in der Oblast Tomsk im Westteil Sibiriens

Im Uralgebirge hatte es schon seit dem 11. Jahrhundert Handels- und Bergbauniederlassungen der Republik Nowgorod gegeben. Östlich des russischen Siedlungsgebietes bis in den Ural gab es später das halbautonome Herrschaftsgebiet der Kaufmannsfamilie Stroganow. Es bildete die Ausgangsbasis für die Eroberung und Erschließung Sibiriens. Die begann um 1580 mit der Expedition des Kosaken Jermak. 1582 eroberten die Kosaken das Khanat Sibir, das bis dahin Westsibirien vom Uralgebirge bis zum Jenissei beherrscht hatte.
Danach wurde die russische Macht zügig nach Osten ausgebreitet, wobei man sich zunächst relativ weit nördlich hielt, um Konflikten mit den Staaten Mittelasiens und mit dem Mandschureich, das gleichzeitig China eroberte, auszuweichen. 1639 erreichten erstmals Russen die pazifische Küste. Erst 1858 bis 1860 wurde durch Annexion der Äußeren Mandschurei das vom Klima her etwas mildere Amurgebiet Teil des russischen Reiches.
Frühzeitig wurde ein weitmaschiges Netz hölzerner Forts, sogenannter Ostrogs, errichtet. Die intensivere Erschließung erstreckte sich bis ins 20. Jahrhundert hinein. Wichtige Maßnahmen waren die Schaffung des Sibirischen Traktes im 18. Jahrhundert und der Bau der Transsibirischen Eisenbahn 1891 bis 1916.
Schon unter den Zaren wurden viele politisch Missliebige nach Sibirien in die Verbannung, die sog. Katorga, geschickt. Eine Erschließung durch unabhängige Siedler gab es nur in viel geringerem Maße als in den englischen Kolonien in Nordamerika, da ein großer Teil der Bevölkerung Russlands Leibeigene waren und der russische Adel diese nicht durch Abwanderung verlieren wollte.
Eine Vorstellung von der Erschließung vermitteln die Gründungsdaten sibirischer Städte, siehe nebenstehende Liste.

### Historische demografische Entwicklung
Den Großteil der Bevölkerung stellen die in den letzten Jahrhunderten zugewanderten Russen. Sie überwogen schon im 18. Jahrhundert die Urbevölkerung. Schon zu Zarenzeiten dienten die abgelegenen und unwirtlichen Gebiete Sibiriens und Mittelasiens zur Verbannung von politischen Gegnern und Straftätern. Schreckliche Berühmtheit erlangten die Gulags, das unter der Herrschaft Stalins aufgebaute System von Gefängnissen und Straflagern. Erst mit dem Zerfall der Sowjetunion hörten die Deportationen in diese Gebiete auf. Ab den 1920er Jahren wurde die Industrie Sibiriens forciert, was die Bevölkerungsstruktur zugunsten der Einwanderer fixierte.
1926 bis 1927 unternahm der junge Sowjetstaat den Versuch, einen genaueren Überblick über die Völker und Kultur der Polarregion zu gewinnen.
Während des Zweiten Weltkrieges wurden ganze Industriewerke vor dem deutschen Vormarsch nach Sibirien in Sicherheit gebracht und im Zusammenhang damit auch Hunderttausende von Menschen dorthin umgesiedelt.

### Indigene Völker Sibiriens
Die indigenen Völker des Nordens, Sibiriens und des Russischen Fernen Ostens setzen sich aus Völkern der altaischen und der uralischen Sprachfamilien sowie der paläoasiatischen Sprachen und weiteren zusammen. Die größeren sind die Tuwiner, Burjaten, Chakassen, Jakuten und Altaier. Zu den kleineren Ethnien ohne eigene Teilrepublik gehören u. a. Tschuktschen, Ewenken, Ewenen, Korjaken, Nenzen, Chanten und Mansen sowie die Jukagiren. In der Sowjetunion waren die meisten indigenen Völker Sibiriens von zwangsweiser Ansiedlung und Kollektivierung in Sowchosen betroffen.
Die stärkste Bedrohung für die indigenen Völker geht von der industriellen Erschließung von Bodenschätzen wie Öl, Gas, Kohle, Diamanten und Gold im asiatischen Teil Russlands aus. Daneben stellt der Alkoholismus ein gewaltiges Problem dar. Die Sprachen vieler kleinerer Völker befinden sich am Rande des Aussterbens, insbesondere dort, wo aufgrund industrieller Erschließung das Umfeld verloren geht, in welchem diese verwendet werden.

### Aktuelle demografische Entwicklungen
Russland leidet, wie viele Industrienationen, unter einem Rückgang der eigenen Bevölkerung. Zwar wachsen Ballungsgebiete wie Moskau oder Sankt Petersburg auch heute weiter, doch sehen sich gerade die Regionen wie Sibirien oder der Ferne Osten einem stärker werdenden Bevölkerungsrückgang durch Abwanderung (in größere Städte oder gar ins Ausland), stagnierende Lebenserwartung und weniger Geburten ausgesetzt. Die Bevölkerungskurven weisen typischerweise einen Anstieg von den 1940er Jahren bis 1990 und einem Abfall von 1990 bis in die Gegenwart auf. In subpolaren Gegenden ist die Schwankung umso stärker, je größer der Bevölkerungsanteil europäischer Zuwanderer war. Teilweise folgte auf eine Vervielfachung um mehr als das Dreifache ein Rückgang auf wenig mehr als den Ausgangswert.
Im Grenzgebiet zur Volksrepublik China kommt es seit den frühen 1990er Jahren zu einer verstärkten Handelstätigkeit, da es jetzt für chinesische Händler leichter ist, zwischen beiden Ländern zu pendeln. Schätzungen gehen von einigen hunderttausend chinesischen Einwanderern aus, die sich oft temporär, aber manchmal auch für unbestimmte Zeit auf russischer Seite niederlassen. Immer mehr der neuen Zuwanderer zieht es dabei in die größeren Städte in Sibirien, wie z. B. nach Irkutsk. Die einheimische russische Bevölkerung steht dieser Entwicklung mit Skepsis gegenüber, welche auch von offizieller Seite der russischen Politik propagiert wird. Es herrschen Befürchtungen über eine expansive Siedlungspolitik von chinesischer Seite sowie eine Gefährdung der Sicherheit entlang der bis zu 3000 km langen gemeinsamen Grenze, z. B. durch Schmuggel von Rohstoffen, Drogen, Waffen, durch Kriminalität und illegale Einwanderung.

### „Föderalisierung/Autonomie Sibiriens“ versus „Sibirisierung Russlands“
Im Zusammenhang mit der Annexion der Krim im Jahr 2014 wurde vor der Gefahr einer Förderung des Separatismus in Russland gewarnt. So wurde in Nowosibirsk im August 2014 ein geplanter „Marsch für eine Föderalisierung Sibiriens“ verboten, um „die territoriale Integrität und Souveränität Russlands zu garantieren“.
Im Zusammenhang mit dem russischen Überfall auf die Ukraine und dem zunehmenden Abbau normaler Beziehungen Russlands zu den USA und den EU-Ländern verstärken sich politische Bestrebungen, durch „Umsetzung eines Programms der Ostverschiebung Russlands … neue Horizonte für … künftige Generationen“ zu schaffen. Dieser russische ‘Pivot to Asia’ wird unter der Bezeichnung „Sibirisierung Russlands“ debattiert.

### Hitzewellen und Waldbrände
Waldbrände in Sibirien können durch Blitzeinschläge entstehen, die den trockenen Waldboden entzünden. Das gilt als ökologisch nützlich, um den borealen Nadelwald zu erhalten.
Heute ist die Waldbrandsaison länger als früher und es gibt mehr Brände, die nicht nur am Boden schwelen, sondern auch Baumkronen erfassen. Je intensiver es brennt und je größer die verbrannte Fläche, desto länger braucht das Ökosystem, um sich zu regenerieren.
2019, 2020 und 2021 zerstörten Waldbrände in Sibirien mehrere Millionen Hektar Wald. Im Juli 2021 lodern nach Angaben des russischen Katastrophenschutzministeriums in der Teilrepublik Jakutien 200 Brände auf einer Fläche von insgesamt rund 15.200 km² (fast so groß wie Schleswig-Holstein). Eine Verbesserung der Situation wird nicht vor Mitte August erwartet.
Im Jahr 2020 litt Sibirien unter einer Hitzewelle. Monatelang lagen dabei die Temperaturen deutlich über den langjährigen Durchschnittswerten; dies begünstigte die erwähnten Waldbrände.

## Wirtschaft

### Rohstoffe

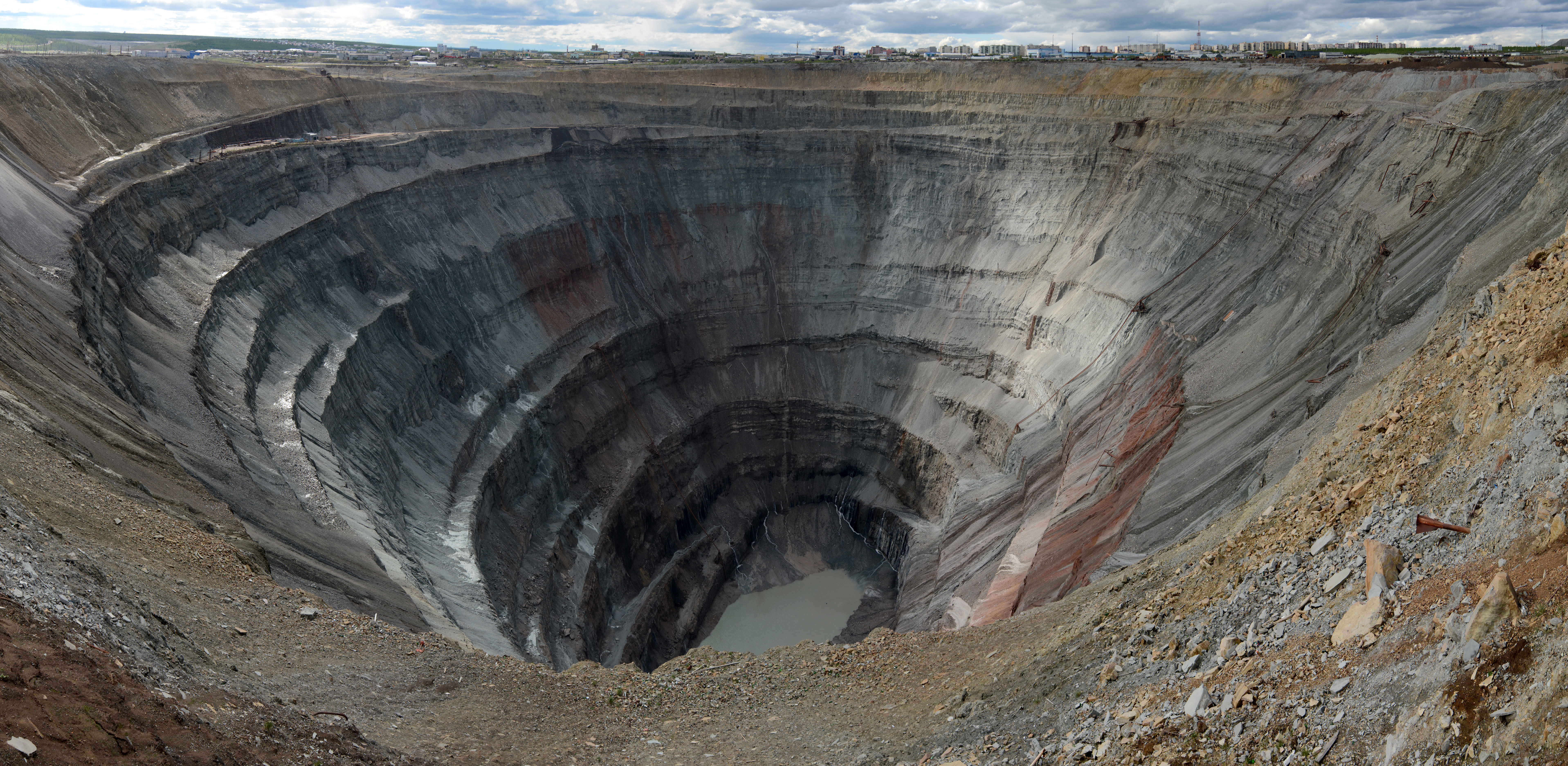
Das Diamantbergwerk Mir in Jakutien

Neben der Gewinnung von Erdgas und Erdöl stellen Holzwirtschaft, Kohle-, Uran-, Diamant- und Goldbergbau die wichtigsten Nutzungen natürlicher Rohstoffe in Sibirien dar. Sibirien hat deswegen einen großen Einfluss auf die Energiewirtschaft Russlands sowie auf die allgemeine Wirtschaftspolitik Russlands.

#### Pelztiere
Die Bedeutung der Pelztierjagd ist heute hauptsächlich historisch zu betrachten, auch die Pelztierzucht wurde aus wirtschaftlichen Gründen vielerorts wieder aufgegeben, zum Beispiel in Ust-Port.

#### Holz
Lessosibirsk ist die russische „Hauptstadt der Holzindustrie“ am Jenissei nicht weit von der Mündung eines Nebenflusses, der Angara, etwa 300 Kilometer nördlich von Krasnojarsk in den Wäldern der sibirischen Taiga.

#### Erdgas

Karte mit den großen russischen Erdöl- und Erdgaslagerstätten

Erdgas aus Sibirien ist ein über Russland hinaus begehrter Rohstoff, wobei im Allgemeinen davon ausgegangen wird, dass das Land über die weltweit größten Erdgasreserven verfügt.
Seit Ende der 1970er Jahre wurde Erdgas auch nach Deutschland (damals: an DDR im Rahmen des RGW und an Westdeutschland) geliefert und leistete dort lange einen wichtigen Beitrag zur Energieversorgung in Mitteleuropa. Die wichtigsten Gasfelder in Sibirien sind:
- Juschno Russkoje (Abkommen Wintershall und Gazprom auf der Hannover Messe, April 2005)
- Nowy Urengoi oder auch Gasfeld Urengoi
- Jamburg, Tas-Halbinsel
- Weitere Gasfelder der Jamal-Halbinsel: Bovanenkowskoje und andere (noch nicht vollständig erschlossen)
- Gasfeld Shtokman in der Barentssee[21].
- Gasfeld Kowykta, ca. 450 Kilometer nördlich von Irkutsk[22].
- Wankor in der Region Krasnojarsk wurde 1988 entdeckt und am 21. August 2009 offiziell in Betrieb genommen

Im Jahr 2020 bezog Deutschland 55,2 % seines Erdgases aus Russland. Bei der Erschließung und Nutzbarmachung des Gases hatten deutsche Unternehmen wie E.ON und Wintershall eng mit russischen Firmen wie Gazprom zusammengearbeitet. Die Lieferung des Erdgases erfolgte über lange Pipelines durch Belarus und die Ukraine nach Deutschland. Im Jahr 2005 wurde beschlossen, eine weitere Pipeline durch die Ostsee zu bauen, die Nord-Stream-Pipeline (ehemals North European Gas Pipeline, NEGP). Dieser Schritt war eng mit dem russisch-ukrainischen Gasstreit und dem russisch-belarussischen Energiestreit verbunden. Die Nord-Stream-Pipeline wurde schließlich am 8. November 2011 eingeweiht und transportierte russisches Erdgas, unter anderem vom Erdgasfeld Juschno-Russkoje, durch die Ostsee nach Deutschland. Ende September 2022 kam es zur Zerstörung der Pipeline sowie der nie in Betrieb genommenen Pipeline Nordstream 2. Zu diesem Zeitpunkt hatte Russland seine Lieferungen bereits erheblich gedrosselt und bis Anfang September desselben Jahres sogar vollständig eingestellt. Dies hatte erhebliche Auswirkungen auf die Energiepreise in Deutschland und intensivierte die Diskussion über die Energiepolitik Deutschlands während der Ära der Bundeskanzler Kohl, Schröder und Merkel.

#### Erdöl
Sibirien verfügt über große Ölvorkommen. Neben Erdgas stellt dieses geförderte und exportierte Öl eine wichtige Deviseneinnahmequelle für Russland dar. Firmen wie Gazprom Neft, Lukoil, Rosneft, Surgutneftegaz und Yukos spielen eine zentrale Rolle bei der Förderung. Wichtige Pipelines führen unter anderem nach Europa (hauptsächlich die Erdölleitung Freundschaft, auch Druschba-Pipeline genannt), Japan und in die Volksrepublik China.
Kritiker verweisen allerdings auch auf die zunehmende Umweltverschmutzung bei der Förderung des Erdöls durch marode Leitungen.
Wichtige Erdölfelder in Sibirien sind:
- Werchnetschonskoje in Ostsibirien[27]
- Samotlor
- Mamontowo
- Fedorowo
- Priob
- Krasnoleninsk
- Priobskoje
- Yarainerskoje
- Talina

#### Gold
Die Goldförderung in Russland ist ein wichtiger Wirtschaftszweig. Die wichtigsten Goldbergwerke liegen in Sibirien und im Fernen Osten (z. B. im Amurgebiet) sowie im Polargebiet. Russland produziert gegenwärtig etwa 168 Tonnen Gold pro Jahr und nimmt damit weltweit den fünften Rang ein. Ziel ist es, die Produktion auf 250 Tonnen pro Jahr in den nächsten fünf bis zehn Jahren auszuweiten. Russland verfügt über die zweitgrößten Goldreserven weltweit.

#### Metalle
Das russische Bergbau- und Hüttenunternehmen Norilsk Nickel fördert u. a. Eisenerz im Bergwerk Komsomolski in der Nähe von Norilsk im Norden Sibiriens. Die Produktion dort wird auf 3,45 Millionen Tonnen Erz im Jahr geschätzt, genaue Zahlen gibt es darüber jedoch nicht.

### Infrastruktur

#### Verkehr
Da die großen Ströme Sibiriens Ob, Jenissei und Lena von Süden ins Polarmeer entwässern und mehrere Monate im Jahr zugefroren sind, haben sie nur eine beschränkte Bedeutung zur wirtschaftlichen Erschließung. Erst durch den Bau der Transsibirischen Eisenbahn konnten Güter in größerem Umfang transportiert werden.

#### Wasserkraftwerke
Die Kraft der gewaltigen Ströme wird in vielen Wasserkraftwerken genutzt. Siehe dazu die Artikel über die betreffenden Flüsse.